# براندون جونز
براندون جونز (مواليد 2 أبريل 1998) لاعب كرة قدم أمريكية محترف في مركز الأمان مع فريق دنفر برونكوز في الدوري الوطني لكرة القدم الأمريكية (NFL). لعب كرة القدم الجامعية مع فريق تكساس لونجهورنز.

## بداياته
نشأ جونز في ناكوجدوشيس، تكساس، وحضر مدرسة ناكوجدوشيس الثانوية، حيث لعب كرة القدم وركض. كطالب كبير، سجل جونز 124 تدخلًا و16 تدخلًا للخسارة واثنين من تفكك التمريرات واعتراضين وتم اختياره كأفضل لاعب دفاعي في المنطقة 16-5A لهذا العام بالإضافة إلى الفريق الأول على مستوى الولاية وأفضل لاعب دفاعي في تكساس لهذا العام من قبل USA Today. كما تمت دعوته للعب في لعبة Under Armour All-America لعام 2016. كان جونز من أفضل خمسة مجندين بالإجماع على المستوى الوطني في مركز الأمان (أدرجه Scout.com على أنه أفضل لاعب أمان في البلاد) وأحد أفضل 50 لاعبًا محتملًا في فئته. في يوم التوقيع الوطني، التزم جونز بلعب كرة القدم الجامعية في جامعة تكساس من خلال عروض من ألاباما وبايلور وLSU وأوريجون وتكساس إيه آند إم.

## المسيرة الجامعية
لعب جونز في جميع مباريات تكساس الاثنتي عشرة كطالب جديد حقيقي مع بداية واحدة، حيث قام بـ 16 تدخلًا وحجب اثنين من الركلات. تم تسميته بالسلامة الأساسية عند دخول موسمه الثاني وأنهى العام بـ 61 تدخلًا (أربعة للخسارة)، وتمريرتين مكسورتين، وإجبار على التعثر. احتل المركز الرابع في الفريق بـ 70 (5.5 للخسارة) كطالب في السنة الثالثة بينما اعترض أيضًا تمريرتين، وكسر تمريرة، واستعاد اثنين من التعثرات على الرغم من غيابه عن أربع مباريات بسبب إصابة متكررة في الكاحل وتم تسميته بذكر مشرف في مؤتمر Big 12. فكر جونز في الأصل في دخول مسودة اتحاد كرة القدم الأميركي لعام 2019 بعد نهاية الموسم، لكنه قرر في النهاية العودة إلى تكساس في سنته الأخيرة.
دخل جونز موسمه الأخير في قوائم المراقبة لكأس برونكو ناجورسكي وكأس لوت. أنهى موسمه الأخير بـ 86 تدخلًا، و4.5 تدخلات للخسارة، بالإضافة إلى إضافة اعتراضين، وكيس، وإجبار على التعثر واستعادة الكرة المتعثرة وتم اختياره في الفريق الثاني All-Big 12. أنهى جونز مسيرته الجامعية بـ 233 تدخلًا، و14 تدخلًا للخسارة، وكيس واحد، وإجبار على التعثر، وثلاث استردادات للكرة المتعثرة وركلتين محجوبتين مع 11 تمريرة دفاعية وأربع اعتراضات في 47 مباراة لعبت.

## المسيرة المهنية
صنف المدير التنفيذي السابق لرابطة كرة القدم الأمريكية جيل براندت جونز باعتباره ثامن أفضل لاعب أمان محتمل (المرتبة 113 بشكل عام) في المسودة. صنفه كيفن هانسون من مجلة سبورتس إليستريتد باعتباره ثامن أفضل لاعب أمان محتمل في المسودة. أدرج محلل وسائل الإعلام في رابطة كرة القدم الأمريكية دانيال جيرميا جونز في المرتبة الثامنة (المرتبة 106 بشكل عام) بين جميع لاعبي الأمان في المسودة. تراوحت توقعات محللي مسودة اتحاد كرة القدم الأمريكية بشأن جونز من وقت مبكر من الجولة الثالثة إلى وقت متأخر من الجولة الخامسة في مسودة اتحاد كرة القدم الأمريكية لعام 2020.

### ميامي دولفينز
اختار فريق ميامي دولفينز جونز في الجولة الثالثة (الترتيب 70 إجمالاً) من مسودة اتحاد كرة القدم الأميركي لعام 2020. وكان سابع لاعب أمان يتم اختياره في عام 2020. وقد اختار ميامي دولفينز جونز لسد الفراغ المحتمل في مركز الأمان الحر بعد أن قاموا بتبادل مينكاه فيتزباتريك مع بيتسبرغ ستيلرز في الموسم السابق.

#### 2020
في 12 مايو 2020، وقع فريق ميامي دولفينز مع جونز عقدًا مدته أربع سنوات بقيمة 4.87 مليون دولار، بما في ذلك مكافأة توقيع قدرها 1.10 مليون دولار.
طوال معسكر التدريب، تنافس جونز ليكون لاعب الأمان الحر الأساسي ضد بوبي ماكين وستيفن باركر. في 6 أغسطس 2020، وضع فريق ميامي دولفينز جونز على قائمة الاحتياطي/ كوفيد-19 وأعاد تنشيطه في اليوم التالي. أدرج المدرب الرئيسي براين فلوريس جونز باعتباره لاعب الأمان الحر الثالث في مخطط العمق لبدء موسمه المبتدئ، خلف بوبي ماكين والبديل كافون فريزر. تم تسمية ماكين وإريك رو ثنائي الأمان الأساسي مع جونز باعتباره الظهير الدفاعي الخامس الأساسي في ثلاث مجموعات أمان.
في 13 سبتمبر 2020، حصل جونز على أول بداية مسيرته في أول ظهور له في الموسم العادي الاحترافي في المباراة الافتتاحية للموسم ضد فريق نيو إنجلاند باتريوتس وقام بتسع تدخلات مشتركة (سبعة منفردة) في خسارة 13-21. في الأسبوع 12، سجل جونز ثلاث تدخلات مشتركة (اثنان منفردان) وقام بأول كيس في مسيرته على سام دارنولد خلال فوز 20-3 على فريق نيويورك جيتس. في الأسبوع 14، جمع أعلى مستوى في الموسم بتسعة تدخلات مشتركة (أربعة منفردة) حيث خسر فريق دولفينز 27-33 أمام فريق كانساس سيتي تشيفز. أكمل موسمه الأول في عام 2020 مع 62 تدخلًا مشتركًا (43 منفردًا)، وانحراف تمريرة واحدة، وكيس واحد، وإجبار على التعثر في 16 مباراة وأربع بدايات.

#### 2021
انضم جونز إلى معسكر التدريب كمرشح محتمل لخلافة بوبي ماكين في مركز الأمان الحر، وتنافس مع جيسون ماكورتي واللاعب الصاعد جيفون هولاند. اختار منسق الدفاع جوش بوير إريك رو وجيسون ماكورتي كلاعبي أمان أساسيين في بداية عام 2021، مع جونز كلاعب احتياطي، ليحتل المركز الرابع في قائمة اللاعبين ذوي العمق خلف جيفون هولاند.
في 26 سبتمبر 2021، حقق جونز ستة تدخلات مشتركة (أربعة منها منفردة) وحقق أعلى عدد من الإيقافات في مسيرته على ديريك كار خلال خسارة الفريق أمام لاس فيغاس رايدرز بنتيجة 28-31. قبل الأسبوع الخامس، اختار المدرب برايان فلوريس إشراك جونز وجيفون هولاند كلاعبي أمان أساسيين، بدلاً من إريك رو وجيسون مكورتي. غاب عن مباراتين متتاليتين (الأسبوعان 12 و13) بعد إصابته في كاحله. في 27 ديسمبر 2021، سجل جونز ستة تدخلات مشتركة (اثنان منفردان)، وتحريف تمريرة واحدة، وإسقاط واحد، وقام بأول اعتراض في مسيرته من تمريرة من إيان بوك كانت مخصصة لجهاز الاستقبال الواسع ماركيز كالاواي في فوز 20-3 على نيو أورلينز ساينتس في الأسبوع 16. في الأسبوع 18، حقق أعلى مستوى في الموسم بثمانية تدخلات مشتركة (أربعة منفردة) في خسارة دولفينز 33-24 أمام نيو إنجلاند باتريوتس. أنهى الموسم بإجمالي 79 تدخلًا مشتركًا (48 منفردًا)، وخمسة إسقاطات، وإسقاطين للتمرير، واعتراض واحد في 15 مباراة و13 بداية. حصل على درجة إجمالية 53.4 من Pro Football Focus.

#### 2022
في 10 يناير 2022، أقال فريق ميامي دولفينز رسميًا المدرب الرئيسي برايان فلوريس بعد سجل 9-8 في عام 2021. في 6 فبراير 2022، أعلن فريق ميامي دولفينز قراره بتعيين منسق الهجوم في فريق سان فرانسيسكو 49ers مايك ماكدانييل كمدرب رئيسي جديد لهم. عاد منسق الدفاع جوش بوير كمنسق دفاعي تحت قيادة ماكدانييل وظل جونز وجيفون هولاند كثنائي الأمان الأساسي لبدء الموسم.
في 11 سبتمبر 2022، بدأ جونز في المباراة الافتتاحية لفريق ميامي دولفينز على أرضه وسجل أعلى مستوى في الموسم بـ 11 تدخلًا مشتركًا (ستة منفردة)، وحرف تمريرة، وكان لديه كيس واحد في فوز 20-7 على فريق نيو إنجلاند باتريوتس. في 25 أكتوبر 2022، وضع فريق ميامي دولفينز جونز رسميًا على قائمة المصابين بعد إصابته بتمزق في الرباط الصليبي الأمامي في الأسبوع 7. أنهى موسم 2022 في دوري كرة القدم الأمريكية بـ 49 تدخلًا مشتركًا (26 منفردة)، وثلاثة انحرافات تمريرة، وكيسين في سبع مباريات وسبعة بدايات في الأمان الحر.

#### 2023
في 19 يناير 2023، أقال فريق ميامي دولفينز منسق الدفاع جوش بوير. وخلال معسكر التدريب، تنافس جونز مع صديقه المقرب وزميله السابق في الجامعة ديشون إليوت على مركز الأمان الحر الأساسي. وعيّن منسق الدفاع الجديد فيك فانجيو جونز كلاعب أمان احتياطي أساسي، خلف اللاعبين الأساسيين ديشون إليوت وجيفون هولاند، ليبدأ موسم 2023.
كان جونز غير نشط في خسارة دولفينز في الأسبوع التاسع أمام كانساس سيتي تشيفز بسبب ارتجاج في المخ. بدأ أربع مباريات متتالية (الأسابيع 13-16) في الأمان بعد أن تم تهميش جيفون هولاند بسبب إصابة في الركبة. في 17 ديسمبر 2023، قام جونز بخمسة تدخلات فردية وكان لديه أعلى مستوى في مسيرته باعتراضين من تريفور سيميان حيث هزم دولفينز نيويورك جيتس 0-30. أنهى الموسم بـ 48 تدخلًا مشتركًا (36 منفردًا)، وأربعة انحرافات تمريرة، واعتراضين، وإجبار على فقدان الكرة في 16 مباراة وخمس بدايات. حصل على درجة إجمالية قدرها 75.4 من Pro Football Focus، والتي احتلت المرتبة 17 بين جميع لاعبي الأمان المؤهلين في عام 2023.
أنهى فريق ميامي دولفينز موسم 2023 من دوري كرة القدم الأمريكية (NFL) في المركز الثاني في القسم الشرقي من AFC بسجل 11 فوزًا و6 هزائم، ليضمن بذلك مكانًا في التصفيات. في 13 يناير 2024، بدأ جونز أساسيًا في أول ظهور له في التصفيات، وسجل ثمانية تدخلات مشتركة (أربعة منها منفردة) في خسارة 7-26 أمام كانساس سيتي تشيفز في مباراة التصفيات من AFC.

### دنفر برونكوس

#### 2024
في 11 مارس 2024، وقع فريق دنفر برونكوز مع جونز عقدًا لمدة ثلاث سنوات بقيمة 20 مليون دولار أمريكي، بما في ذلك 11 مليون دولار أمريكي مضمونة ومكافأة توقيع بقيمة 5.50 مليون دولار أمريكي.
طوال معسكر التدريب، تنافس جونز ضد زملائه السابقين في فريق تكساس لونجهورنز كادين ستيرنز وبي جيه لوك، بالإضافة إلى جيه إل سكينر على دور أساسي في مركز الأمان بعد رحيل اللاعبين الأساسيين السابقين جاستن سيمونز وكريم جاكسون. وقد عين المدرب الرئيسي شون بايتون جونز وبي جيه لوك ثنائي الأمان الأساسي لبدء الموسم العادي.
في 22 سبتمبر 2024، حقق جونز ستة تدخلات مشتركة (أربعة منفردة)، وحرف تمريرة، وقام بأول اعتراض له مع فريق دنفر برونكوس بعد التقاط تمريرة من بيكر مايفيلد كانت مخصصة لمايك إيفانز وأعادها لأفضل مسافة في مسيرته 37 ياردة في فوز 26-7 على فريق تامبا باي بوكانيرز. في الأسبوع 6، حقق أعلى مستوى في مسيرته وهو 11 تدخلًا منفردًا (12 مجتمعة) وحرف تمريرة خلال خسارة 16-23 أمام فريق لوس أنجلوس تشارجرز. تم تهميشه للفوز في الأسبوع 11 ضد فريق أتلانتا فالكونز بسبب إصابة في البطن. في الأسبوع 15، حقق جونز تسعة تدخلات مشتركة (ثمانية منفردة)، وثلاثة انحرافات تمريرة، واعترض تمريرة من أنتوني ريتشاردسون حيث هزم فريق برونكوس فريق إنديانابوليس كولتس 31-13. في 28 ديسمبر 2024، حقق أعلى معدل تصديات في مسيرته بـ 13 تصديًا مشتركًا (تسعة منفردة) في خسارة 24-30 أمام سينسيناتي بنغالز. أنهى موسم 2024 في دوري كرة القدم الأمريكية برصيد 115 تصديًا مشتركًا (79 منفردًا)، وعشرة انحرافات للتمريرات، وثلاث اعتراضات، وإجبار واحد على فقدان الكرة، واستعادة الكرة المفقودة في 16 مباراة و16 بداية. حصل على تقييم إجمالي 86.7 من Pro Football Focus، والذي احتل المرتبة الخامسة بين 171 لاعب أمان مؤهل في عام 2024.